# Fokker F27 Friendship
Fokker F-27 Friendship je úzkotrupý dopravní hornoplošník poháněný dvěma turbovrtulovými motory Rolls-Royce Dart, uvedený na trh v druhé polovině 50. let 20. století. Jednalo se o nejdéle vyráběný turbovrtulový dopravní typ a o nejpočetnější poválečné letadlo, které bylo v Nizozemsku vyráběno; F27 byl také jedním z nejúspěšnějších evropských dopravních letounů své doby.
F27 byl vyvinut na začátku padesátých letech s jasným záměrem vyrábět schopného nástupce k dřívějším pístovým letounům, které byly na trhu běžné, jako například úspěšný Douglas DC-3. Klíčovou novinkou modelu F27 byl výběr turbovrtulového motoru Rolls-Royce Dart, který produkoval podstatně méně vibrací a hluku, což zlepšilo podmínky pro cestující; další hlavní vlastnost pohodlí byla přetlaková kabina. Inovativní výrobní techniky byly také použity při konstrukci letadla.
24. listopadu 1955 F27 provedl svůj první let; 19. listopadu 1958 byl tento typ zaveden do komerční služby. Krátce po svém zavedení byl F27 uznán jako komerční úspěch. Na základě licenčního ujednání uzavřeného mezi společností Fokker a americkým výrobcem letadel Fairchild byl model F27 vyráběn ve Spojených státech; firma Fairchild pokračovala v nezávislém vývoji prodloužené verze dopravního letadla, které bylo označeno jako Fairchild FH-227. Během osmdesátých let Fokker vyvinul nástupce F27 – letoun Fokker 50, který ho nakonec ve výrobě nahradil.

## Vývoj

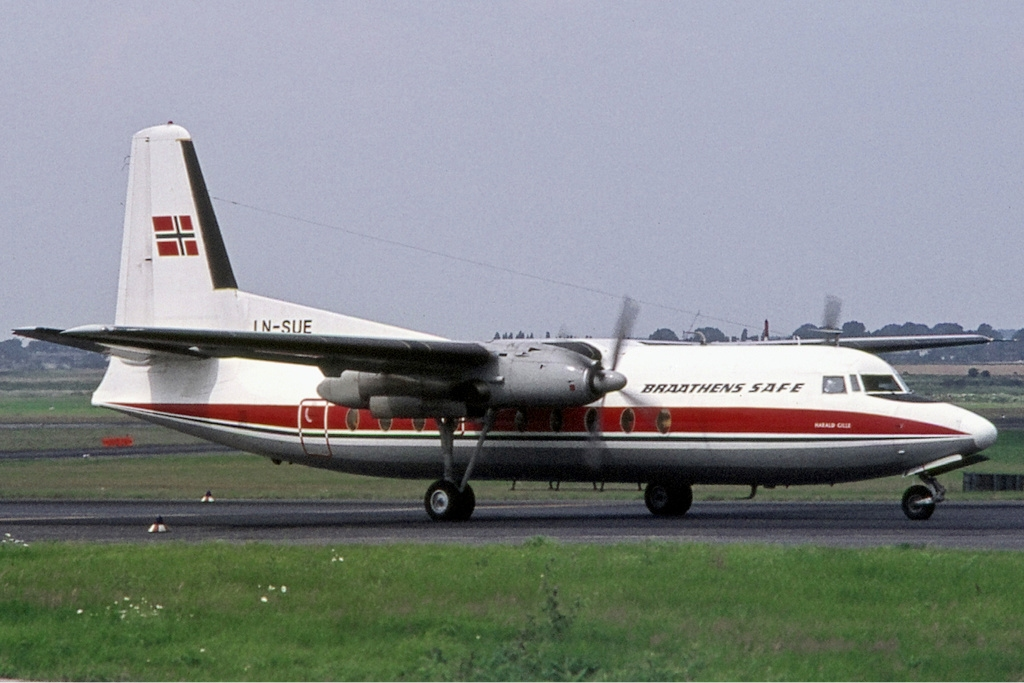
F27-100 Friendship společnosti Braathens SAFE v srpnu 1974

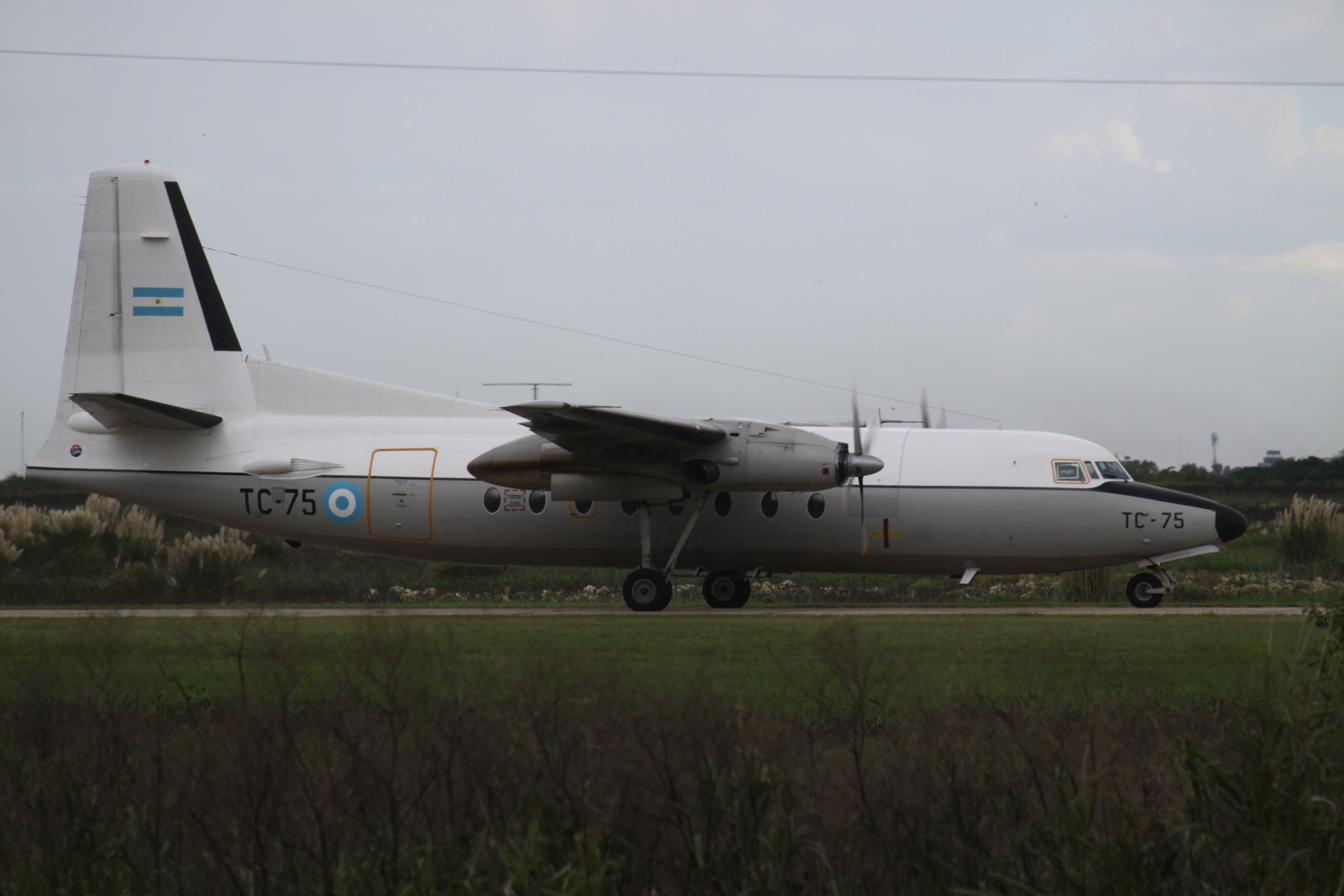
TC-75 Fokker Fk.27, Fuerza Aerea Argentina

První vzlet prototypu (v. č. 10101, imatrikulace PH-NIV) proběhl 24. listopadu 1955. Letoun s kapacitou 28 cestujících poháněla dvojice turbovrtulových motorů Rolls-Royce Dart 507 o maximálním výkonu 1088 kW s vrtulemi Dowty Rotol. Po dolétání zkušebního programu byl 6. června 1961 vyřazen.
Druhý prototyp (10102, PH-NVF) s výkonnějšími pohonnými jednotkami Dart 511 s maximálním výkonem 1227 kW vykonal první vzlet 31. ledna 1957. Kabina cestujících již mohla pojmout 32 osob, úpravou prošly také vztlakové klapky a tvar motorových gondol.
První sériové stroje F.27-100 měly instalovány výkonnější motory Rolls-Royce Dart 514-7 o výkonu 1360 kW, což umožnilo opět zvýšit přepravní kapacitu na 40, nebo 48 cestujících v provedení high-density pro dopravce provozující zvláště vytížené krátké tratě. Premiérový let F.27-100 proběhl 23. března 1958.
Od varianty -100 byla odvozena verze F.27-200 (první vzlet 20. září 1959) s dvojicí motorů Dart 528-7 o výkonu 1487 kW s kapacitou až 52 cestujících. Následující verze F.27-500 (FH-227) zalétaná 15. listopadu 1967, měla prodloužený trup o 1,50 m ve srovnání s variantou -100, s počtem sedadel 52 až 56. Pohon zajišťovaly dva motory Dart 536-7R.
Vedle dopravních letounů vznikly také stroje F.27-300 Combi (2. května 1960) a F.27-400 Combi (6. října 1960) se zesílenou podlahou hlavní kabiny upravenou pro smíšenou dopravu osob a nákladu. Cestující sedící v zadní části trupu oddělovala od nákladu pohyblivě uložená přepážka, umožňující měnit libovolně objem nákladního prostoru od 16,65 m³ až na maximálních 48,9 m³. Za pohonné jednotky byly vybrány motory Dart 528-7 nebo Dart 532-7
Letouny F.27-600 QC (Quick Change) byly uzpůsobeny pro rychlou změnu interiéru, schopné přepravit až 5700 kg nákladu nebo 56 cestujících. Sedadla cestujících byla instalována na speciálních paletách. První exemplář byl zalétán 22. června 1967.
Na dvojici strojů verze -100 byly provedeny dílčí úpravy konstrukce draku, nosné plochy a interiéru. Stroje byly opětovně uvedeny do provozu pod označením F.27-700. První let proběhl 29. prosince 1969.
Stroj také v licenci vyráběla americká firma Fairchild (Fairchild-Hiller) jako F-27 (pouze s malými změnami v konstrukci oproti vzoru) a výrazně překonstruovaný typ FH-227 s dále prodlouženým trupem a zesílenou konstrukcí draku, schopný přepravovat až 56 cestujících. Všechny stroje včetně prototypů byly na rozdíl od nizozemských letounů od počátku vybaveny povětrnostním radarem na přídi a nesly větší zásobu paliva v křídle.

## Provozovatelé

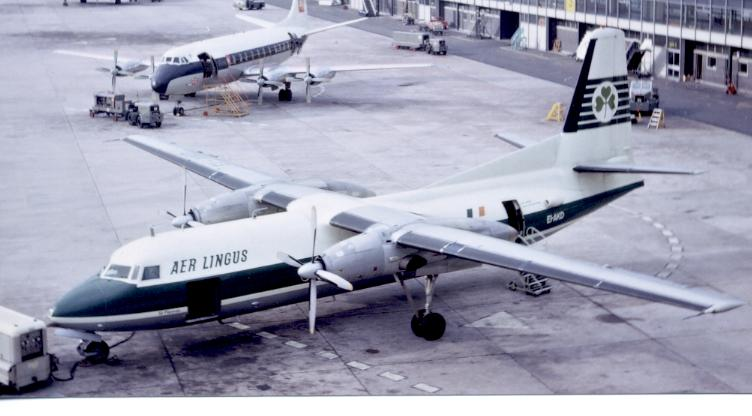
Aer Lingus byl první dopravce s letouny F27 Friendship

K prvním zákazníkům „dvacetsedmiček“ patřila irská společnost Aer Lingus, která své stroje odebírala od listopadu 1958, australská vnitrostátní Trans-Australia Airlines, norská Braathens SAFE a Philippine Airlines. Dopravní F.27-200 odebrala v největším počtu japonská All Nipon Airways, následována australskou Ansett-ANA a přepravcem Alitalia. K uživatelům F.27-500 patřily např. dopravní společnosti Air France, Air Inter a MAS.
V roce 1998 byly dva letouny Fokker F.27-500CRF zařazeny do letadlového parku české společnosti ABA Air. První z nich (10530, OK-ABA) byl zalétán 4. května 1976 (PH-EXK) a v celonákladní úpravě interiéru dodán saúdskoarabské společnosti Aramco (N737A) o 16 dní později. V dubnu 1998 jej odkoupila nizozemská letecká společnost Schreiner Airways, odkud se dostal 27. září k ABA Airu. Druhý F.27 (OK-ABB) poprvé vzlétl 17. června 1976 (PH-EXM), 1. července byl předán firmě Aramco (N739A) a 22. května 1998 přešel stejně jako první kus do majetku Schreiner Airways, poté 29. prosince ABA Airu.
F.27 do výzbroje zařadila také celá řada vojenských letectev, např. americké námořnictvo, nizozemské královské letectvo Koninklijke Luchtmacht, finské letectvo Ilmavoimat a RNZAF.

## Specifikace

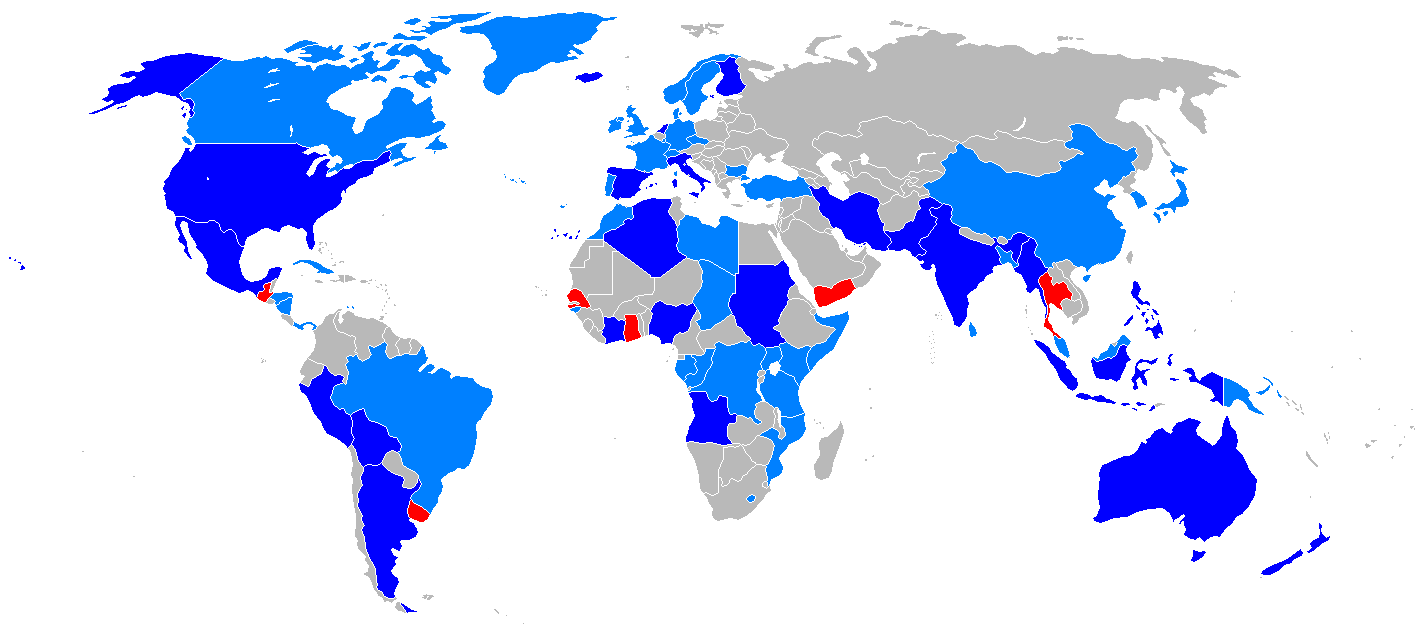
Uživatelé letounu F-27 po celém světě v roce 2007. Modře jsou znázorněny země, které měly letoun k civilním účelům, červeně k vojenským účelům a tmavě modře jsou znázorněné ty, už nichž F-27 sloužil civilně i vojensky

### Fokker F-27-100
- Osádka: 2-3
- Počet cestujících: 40-48
- Rozpětí: 29,00 m
- Délka: 23,10 m
- Nosná plocha: 70,00 m²
- Hmotnost prázdného stroje: 10 295 kg
- Vzletová hmotnost: 18 370 kg
- Maximální rychlost: 428 km/h
- Cestovní rychlost: 367 km/h
- Dostup: 8839 m
- Dolet: 1250–2020 km
- Pohonná jednotka: dva turbovrtulové motory Rolls-Royce Dart 511
- Výkon motoru: 1227 kW

### Fokker F-27-200
- Osádka: 2-3
- Počet cestujících: 40-52
- Rozpětí: 29,00 m
- Délka: 23,56 m
- Nosná plocha: 70,00 m²

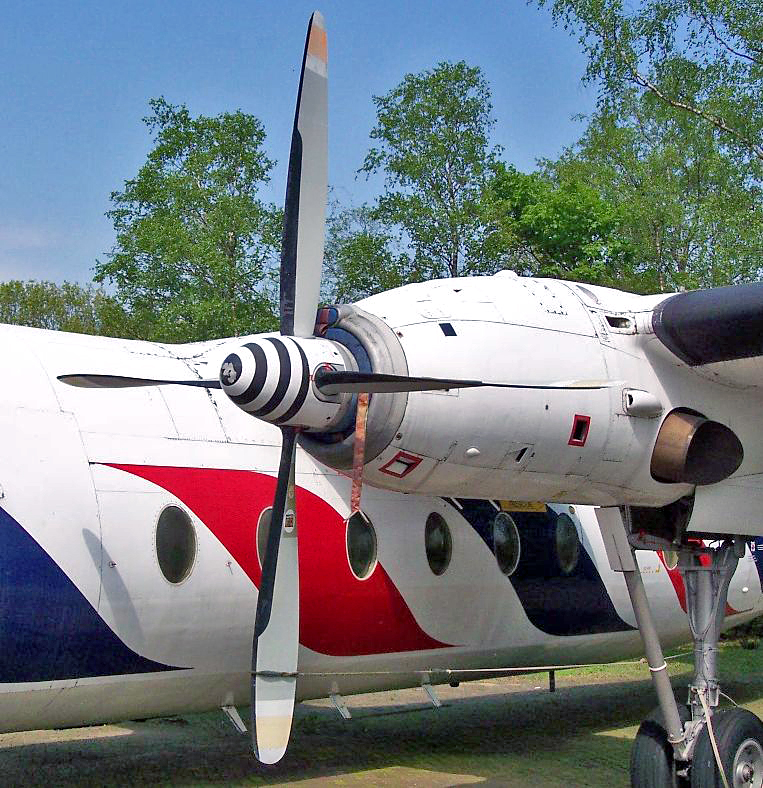
Rolls-Royce Dart Fokker F 27

- Hmotnost prázdného stroje: 10 525 kg
- Vzletová hmotnost: 19 731 kg
- Maximální rychlost: 530 km/h
- Cestovní rychlost: 474 km/h
- Dostup: 8885 m
- Dolet: 1250–2070 km
- Pohonná jednotka: dva turbovrtulové motory Rolls-Royce Dart 528 nebo Dart 532-7
- Výkon motoru (Dart 532-7): 2250 hp (1678 kW)

### Fokker F-27-600
- Posádka: 2-3
- Počet cestujících: 40-52, nebo 5700 kg nákladu
- Rozpětí: 29,00 m
- Délka: 23,56 m
- Nosná plocha: 70,00 m²
- Hmotnost prázdného stroje: 10 336 kg
- Vzletová hmotnost: 20 411 kg
- Maximální rychlost: 522 km/h
- Cestovní rychlost: 480 km/h
- Dostup: 8991 m
- Dolet: 1926 km
- Pohonná jednotka: dva turbovrtulové motory Rolls-Royce Dart 532-7R
- Výkon motoru: 2350 hp (1752 kW)